# Степівка (Кропивницький район)
Степі́вка — село в Україні, у Кетрисанівській сільській громаді Кропивницького району Кіровоградської області. Населення становить 103 осіб. Колишній центр Новомиколаївська сільська рада.

## Населення
Згідно з переписом УРСР 1989 року чисельність наявного населення села становила 179 осіб, з яких 77 чоловіків та 102 жінки.
За переписом населення України 2001 року в селі мешкали 103 особи.

### Мова
Розподіл населення за рідною мовою за даними перепису 2001 року:
| Мова       | Відсоток |
| ---------- | -------- |
| українська | 98,06 %  |
| молдовська | 0,97 %   |
| російська  | 0,97 %   |